# Rhön Rock Open Air
Rhön Rock Open Air är en musikfestival förlagd till Hünfeld-Oberfeld i Hessen i Tyskland. Den går av stapeln i augusti varje år. Festivalen 2019 ägde rum 15−18 augusti och besökarantalet var ca 2 000.

## Plats
Rhön Rock Open Air i Hünfeld-Oberfeld, Hessen, Tyskland - 50°39′09″N 9°41′45″Ö / 50.65259°N 9.69572°Ö